# Maris
Os maris (em mari:  мари; em russo:  марийцы, transl. mariytsy) são um povo fínico que tradicionalmente viveu ao longo dos rios Volga e Kama, na Rússia. Quase metade dos Maris hoje vive na república de Mari El, com populações significativas nas repúblicas de Bascortostão e Tataristão. No passado, os Mari também eram conhecidos como Cheremisa ou Cheremis em russo e Çirmeş em tártaro.

## Nome
O nome étnico mari deriva da raiz protoindo-iraniana * márya -, que significa 'humano', literalmente 'mortal, aquele que tem que morrer', o que indica os primeiros contatos entre as línguas fino-úgricas e indo-iranianas.

## História

### História antiga
Alguns estudiosos propuseram que duas tribos mencionadas pelo escritor gótico Jordanes em sua Gética entre os povos do reino do rei gótico Ermanaric no século IV d. C. podem ser equiparadas ao povo Mari. No entanto, a identificação dos Imniscaris (ou Sremniscans) com "Cheremis" e Merens com "Mari" é controversa. A primeira menção atestada com segurança do povo Mari vem de fontes cazares do século X, onde aparecem pelo exônimo tsarmis ("Cheremis"). Naquela época, a área de assentamento de Mari ficava ao longo do Volga. No século 13, os Mari caíram sob a esfera de influência da Horda Dourada e, em 1443, tornaram-se súditos do canato de Kazan. Durante este tempo, os Maris experimentaram alguma convergência cultural com os tártaros dominantes e os búlgaros do Volga, o que também é visto na influência léxica e gramatical turca na língua Mari. Em 1552, o território de Mari foi incorporado à Rússia com a conquista russa de Kazan sob Ivan, o Terrível. Enquanto alguns maris ajudaram na conquista russa, a maioria deles lutou nas chamadas "Guerras Cheremis". No final do século 16, a resistência foi finalmente reprimida, deixando um pesado tributo sobre a população de Mari. Como resultado do influxo de colonos russos que se seguiu, e para escapar da cristianização forçada (a partir de c. 1700), os maris começaram a se estabelecer mais a leste no atual Bascortostão. Nos séculos seguintes, sob a Rússia czarista, os Maris conseguiram manter sua identidade étnica e cultural, reforçada por repetidas ondas de retorno à sua religião pré-cristã tradicional.

### União Soviética
Durante a era soviética, a Seção Mari foi criada sob os auspícios do Narkomnats, o Comissariado do Povo para as Nacionalidades. Sua tarefa era estreitar relações do povo Mari com outras pessoas, abolir a desconfiança anti-russa e elevar a "consciência de classe" dos trabalhadores maris. Na prática, isso envolvia facilitar as requisições de grãos pelo estado soviético, o recrutamento de soldados para o Exército Vermelho e a implementação do controle bolchevique da sociedade.
Durante a era soviética, um grande número de russos étnicos foram transferidos para terras tradicionalmente Mari, alterando significativamente a demografia da região e tornando os Mari uma minoria em muitas partes de sua terra natal. O povo Mari foi geralmente desempoderado por essas mudanças. Além disso, as políticas bolcheviques oficialmente destinadas a combater a influência indevida do nacionalismo em uma união multinacional resultaram no assassinato de figuras importantes de Mari, como Sergei Čavajn e Olyk Ipai e outros professores, cientistas, artistas, bem como líderes religiosos e comunitários.

### Federação Russa
Após o colapso da União Soviética, a recém-criada república de Mari El viu um renascimento da cultura e da língua Mari. No entanto, após a nomeação de Leonid Markelov como chefe da república em 2001, o governo de Mari El seguiu uma política de intensa russificação na região. De acordo com Vasily Pekteyev, do Teatro Nacional Mari em Yoshkar-Ola, "[Markelov] odiava o povo Mari". Ele observou que a língua Mari não é mais ensinada em aldeias ou escolas e que a república de Mari El "já deixou de ser uma república étnica em tudo menos no nome. Somos apenas mais um oblast." Em 2005, a Comissão Europeia expressou sua preocupação com relatos de repressão contra figuras da oposição étnica Mari, jornalistas e funcionários do governo que promoveram a cultura Mari e se opuseram à renomeação de Markelov como chefe da república naquele ano.

## Grupos étnicos
O povo Mari é composto por quatro grupos diferentes: os Maris das Campinas, que vive ao longo da margem esquerda do Volga, os Maris Montanheses, que vivem ao longo da margem direita do Volga, os Maris do Noroeste, que vivem na parte sul do Kirov Oblast e parte oriental do Nizhny Novgorod Oblast, e os Maris Orientais, que vivem nas repúblicas do Bascortostão, Tartaristão, Udmúrtia, Krai de Perm e Oblast de Sverdlovsk. No censo russo de 2002, 604 298 pessoas se identificaram como "Mari", com 18 515 delas especificando que eram Maris Montanheses e 56 119 como Mari Oriental. Quase 60% dos Mari viviam em áreas rurais.

## Linguagem

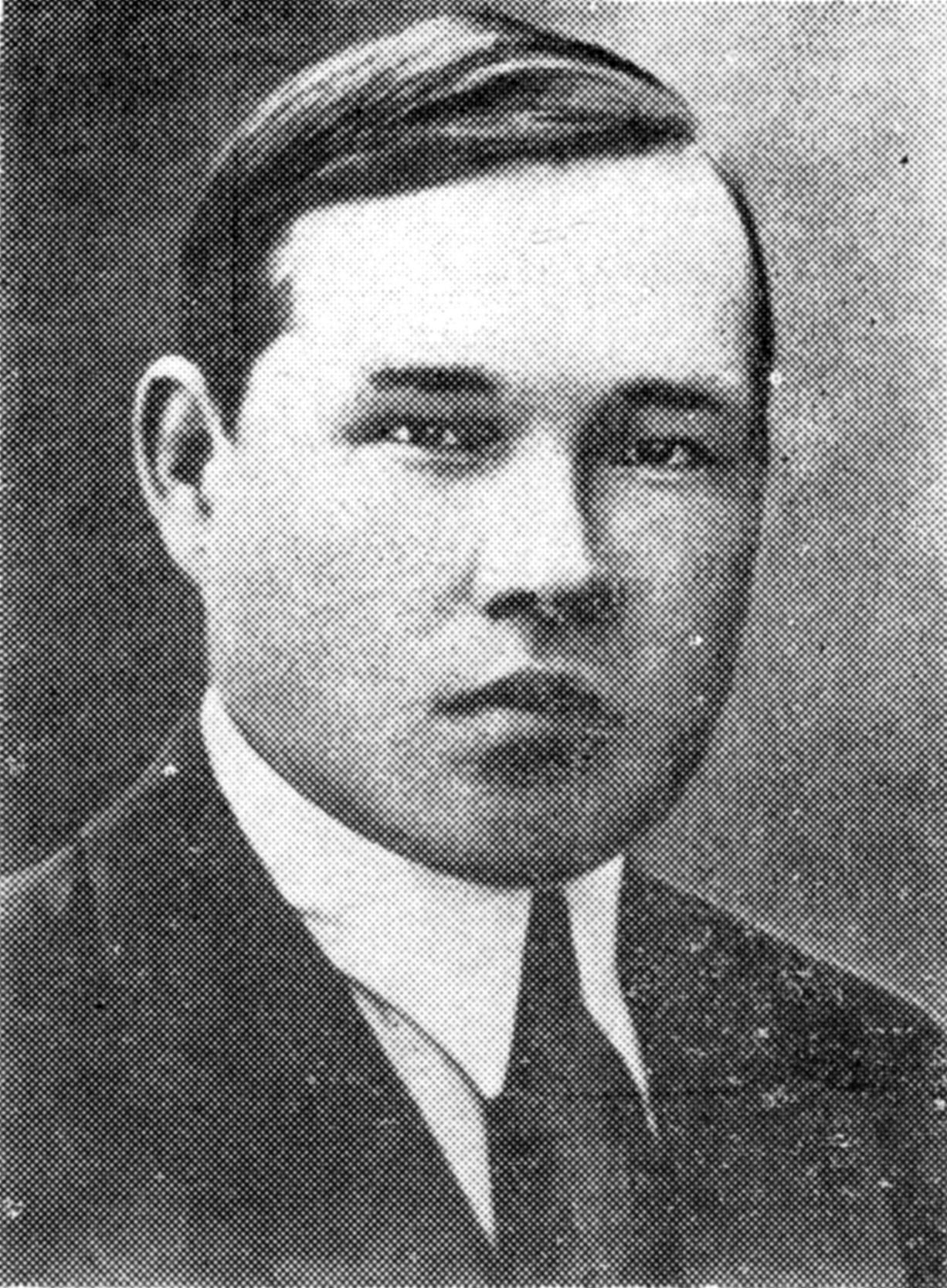
Yvan Kyrlya, um ator e poeta Mari Soviética.

Os Mari têm sua própria língua, também chamada Mari, que é membro da família das línguas urálicas. Está escrito com uma versão modificada do alfabeto cirílico. Os linguistas hoje distinguem quatro dialetos diferentes, que nem todos são mutuamente inteligíveis: Mari Montanhês (мары йӹлмӹ), concentrado principalmente ao longo da margem direita do Volga; Mari das Campinas (марий йылме), falado nas regiões baixas dos rios Kokshaga e Volga, que inclui a cidade de Yoshkar-Ola; Mari oriental, falada a leste do rio Vyatkaː e Mari do Noroeste (маре йӹлмӹ) no sudoeste de Kirov Oblast e nordeste de Nizhny Novgorod Oblast.

## Religião

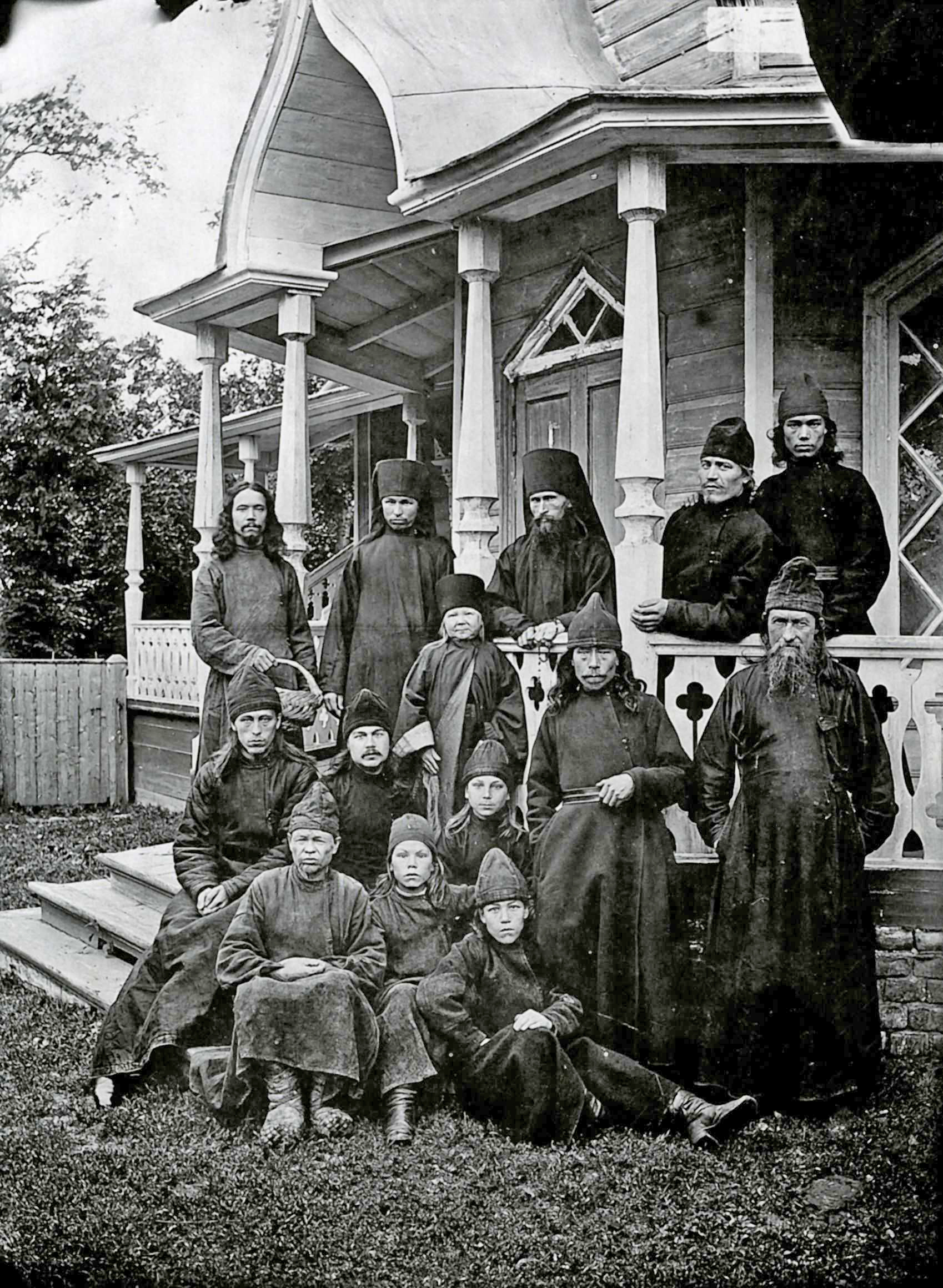
Maris monges ortodoxos e noviços 1894

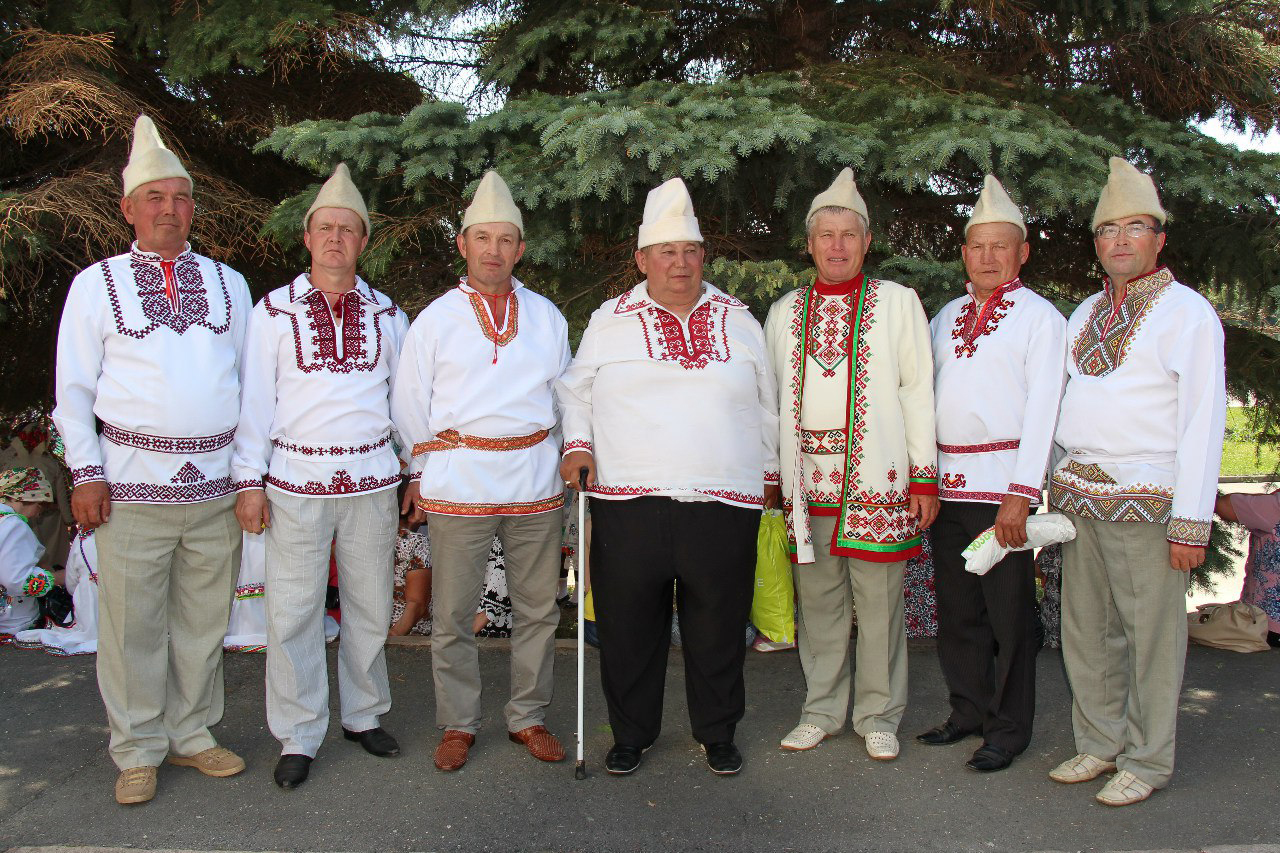
Sacerdotes pagãos Mari (kart)

Maris tradicionalmente praticavam uma fé xamânica que ligava intimamente o indivíduo à natureza. De acordo com essas crenças, a natureza exerce uma influência sobre as pessoas. A natureza é vista como um ser sagrado, poderoso e vivo com o qual as pessoas estão totalmente entrelaçadas. A natureza também serve como uma fonte de bem absoluto que sempre ajuda os humanos desde que se abstenham de prejudicá-la ou se opor a ela.
A religião nativa Mari também possui um panteão de deuses que residem nos céus, o mais importante dos quais é conhecido como o Grande Deus Branco (Ош Кугу Юмо, Osh Kugu Yumo). Outros deuses menores incluem o deus do fogo (Тул Юмо, Tul Yumo) e o deus do vento (Мардеж Юмо, Mardezh Yumo).
Os Mari também acreditam em vários semideuses (керемет, keremet) que vivem na terra. O mais reverenciado deles é Chumbulat (Чумбулат), ou Chumbylat (Чумбылат), um renomado líder e guerreiro.
Os Mari foram convertidos ao cristianismo no século 16 depois que seu território foi incorporado ao Império Russo durante o reinado de Ivan IV "o Terrível". A adoção do cristianismo não foi universal, no entanto, e muitos Mari hoje ainda praticam o paganismo em formas sincréticas, ou formas mais puras aderindo a organizações organizadas da Religião Tradicional Neopagã Mari. Enquanto a maioria dos Mari hoje são membros da Igreja Ortodoxa Russa, os pagãos ainda constituem uma minoria significativa de 25 a 40% da população. 